# Coparente
« Comère » redirige ici. Pour l’article homophone, voir Commère.
Une coparente, aussi appelée « comère », est une femme qui est l'épouse, ou partenaire en union civile ou libre, de la femme ayant accouché d'un enfant, les deux membres du couple élevant l'enfant ensemble en tant que parents.

## Vue d'ensemble
Ce terme est utilisé dans la loi belge du 5 mai 2014 portant établissement de la filiation de la coparente (qui parle de meemoeder en néerlandais et de Mitmutter en allemand), modifiée par la loi du 18 décembre 2014, entrée en vigueur le 1er janvier 2015. Parmi les autres pays et territoires permettant l'établissement de la filiation de la coparente automatiquement dans le cadre d'un mariage ou par voie de reconnaissance on trouve les Pays-Bas, l'Australie, l'Autriche,  les provinces canadiennes de Colombie-Britannique, Nouveau-Brunswick, Manitoba, Alberta, Québec et Ontario, l'Espagne, l'Irlande, le Portugal et le Royaume-Uni, ainsi que le Danemark, l'Islande, la Norvège et la Suède. Dans d'autres pays, tels que la France, l'Allemagne, la Finlande ou le Luxembourg,, une procédure d'adoption permet à la coparente d'être juridiquement reconnue comme parente au même titre que la femme ayant accouché de l'enfant (mère légale) et à côté d'elle (pour d'autres pays cf. l'article « adoption homoparentale »). En France, la loi de bioéthique de 2021 a permis aux couples de femmes d'établir la filiation d'un enfant conçu par assistance médicale à la procréation à l'égard des deux membres du couple, sous condition de souscrire une reconnaissance conjointe avant la conception de l'enfant.

## Terminologie juridique
La loi belge utilise le terme de « coparente », le parent d'un enfant étant ainsi juridiquement son « père », sa « mère » ou sa « coparente » selon les cas (« coparente » a été préféré à « comère » à cause de la proximité avec « commère », mais la loi parle bien de « comaternité »). Aux Pays-Bas et au Québec, la loi désigne par contre par le terme « mère » (« moeder » dans le cas des Pays-Bas) tant la femme qui a accouché de l'enfant que la coparente/comère. Il en va de même selon les instructions administratives en France en cas de reconnaissance conjointe avant assistance médicale à la procréation, la loi elle-même ne parlant que de couples de « femmes ».
Une autre différence terminologique existe entre les pays scandinaves : les lois danoise et norvégienne connaissent respectivement les termes « medmoder » (da) et « medmor » (nn), qui correspondent à « comère », alors qu'en Suède et en Islande, la loi appelle les coparentes simplement « parent » (le masculin générique français rendant ici le fait que le mot suédois « förälder » est du genre grammatical commun (tant masculin que féminin, opposé au genre neutre) et que le mot islandais « foreldri » est du genre grammatical neutre). La loi britannique parle aussi simplement de « parent ».
Il y a par ailleurs lieu de distinguer le concept de comaternité de celui de « coparentalité », qui vise des situations différentes.